# Código emperador
Código emperador es un thriller español producido por Vaca Films, dirigido por Jorge Coira y protagonizado por Luis Tosar, Alexandra Masangkay y Georgina Amorós.

## Trama
Thriller de intriga que se adentra en la cara más oculta de la realidad sociopolítica española y ambientado en las altas esferas del poder y el espionaje, en el que el protagonista se sumerge en los recovecos de un sistema en el que las apariencias son engañosas, la mentira está a la orden del día y el chantaje es la mejor moneda de cambio.

## Sinopsis
Juan (Luis Tosar) trabaja para los servicios secretos. Con el fin de tener acceso al chalet de una pareja implicada en el tráfico de armas se acerca a Wendy (Alexandra Masangkay), la asistenta filipina que vive en la casa, y establece con ella una relación que se irá volviendo cada vez más compleja. En paralelo, Juan realiza otros trabajos no oficiales para proteger los intereses de las élites más poderosas del país, que ahora han puesto sus ojos en Ángel González, un político aparentemente anodino cuyos trapos sucios deberá buscar o inventar con la ayuda de Marta (Georgina Amorós), la hija de un reconocido actor.

## Reparto
- Luis Tosar como Juan
- Alexandra Masangkay como Wendy
- Georgina Amorós como Marta
- Denis Gómez como Ángel
- Laura Domínguez como Ana
- Miguel Rellán como Galán
- María Botto como Charo
- Fran Lareu como Chema
- Juan Carlos Vellido como Azcona
- Arón Piper como Fernando
- Ayax Pedrosa como Goyito

## Producción
La película es una producción de Vaca Films y Proyecto Emperador AIE, en coproducción con Playtime, con la participación de RTVE, Netflix, TVG y con el apoyo de ICAA (Ministerio de Cultura), Agadic y Programa Media. En España está distribuida por A Contracorriente Films, mientas que la distribución internacional corre a cargo de Netflix.

### Rodaje
El rodaje comenzó en abril de 2021 y se llevó a cabo en ciudades como Bilbao, Madrid, La Coruña, Budapest y La Habana.